# 莫娜·布罗尔松
莫娜·布罗尔松（瑞典語：Mona Brorsson，1990年3月28日—），瑞典女子冬季两项运动员。她曾代表瑞典参加2018年和2022年冬季奥林匹克运动会冬季两项比赛，获得一枚金牌和一枚银牌。